# 三分一銀納
三分一銀納（さんぶいちぎんのう）は、江戸時代、田畑年貢の三分の一を銀納としたこと。

## 概略
主として関西で行われたため、銀納を普通としたが、金納の地もあった。また大和国のように、全ての年貢を貨幣で納める石代納（皆石代納）の国もあり、また3分の2の米納の分もその幾分かを石代納とする地もあった。この場合は、三分一銀納の石代よりも高率であった。
すなわち享保10年（1725年）の令によれば、その石代は三分一金銀納の石代に、さらに35石につき金3両、銀納の地方は米1石に銀5匁を増加して納めさせた。
三分一銀納は、明治3年（1870年）7月まで継続した。